# Успение Богородично (Рякия)
Вижте пояснителната страница за други значения на Успение Богородично.
„Успение на Пресвета Богородица“ (на гръцки: Παναγία Ρυάκιας) е православна църква в село Рякия (Радяни), Егейска Македония, Гърция, част от Китроската, Катеринска и Платамонска епархия. Църквата е от XIX век. Има тристранен апсида със следи от по-стара зидария в основата, дървен иконостас с красиви икони.
В църквата иконата на Света Марина (1871) и разпятието на иконостаса (1880), носят отличителните белези на делата на кулакийските майстори Митакос и Димитриос Хадзистаматис.
В 1983 година храмът е обявен за защитен паметник на културата.